# 跳躍上告
跳躍上告（ちょうやくじょうこく）とは、刑事訴訟における上告の一種。

## 内容
第一審判決に対し、控訴を経ずに最高裁判所に申し立てを行うこと。刑事訴訟法第406条にその根拠があり、刑事訴訟規則第254条及び第255条に定められている。第一審判決において、法律、命令・規則もしくは処分が憲法違反であるとした判決、及び地方公共団体の条例又は規則が法律に違反するとした判決に対して行うことができる。当然ながら、地方検察庁から直接、最高検察庁への移管となる。検察官は、地方公共団体の条例又は規則が法律に適合するものとした判断についても行うことができる。

## 跳躍上告の例
- 砂川事件